# Megacyllene sahlbergi
Megacyllene sahlbergi là một loài bọ cánh cứng trong họ Cerambycidae.